# Pyramide de Sinki
La pyramide de Sinki est une pyramide provinciale située à Sinki en Égypte.
La pyramide est située à environ sept kilomètres au sud d'Abydos. C'est une des rares pyramides dont on ait trouvé des vestiges de rampes ayant servi à sa construction.
La tradition populaire lui attribue de nos jours, des vertus curatives (guérison d'enfants malades et fécondité).

## Dimensions

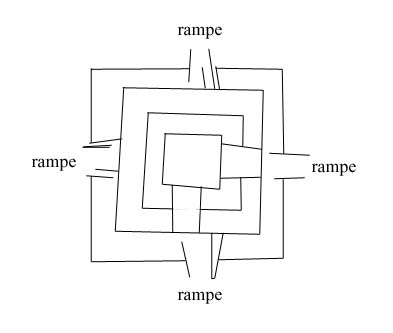
Plan de la pyramide de Sinki

- base : 18,20 mètres ;
- Hauteur actuelle : 4 mètres ;
- Inclinaison des gradins : 80° ;
- nombre de degrés : 3 ;